# スタジオアルタ
スタジオアルタは、東京都新宿区新宿三丁目の新宿駅東口駅前の新宿アルタ7階にあった多目的スタジオ（英称：STUDIO ALTA）または、そのスタジオの運営をしていたテレビ番組やCMの制作を行っている株式会社スタジオアルタである。
株式会社スタジオアルタは、2016年10月24日付で、事務所を新宿から中央区日本橋室町へ移転した。その後2020年6月29日付で再び移転し、現在は新宿5丁目16-15 新宿花園MJビル6Fに事務所を設けている。

## 概要
名称の由来は「オルタナティブ（ALTernAtive）」。「スタジオ・オルタ」と「スタジオ55」の2案を元に、フジテレビ社員の嶋田親一による打開案「スタジオアルタ」に決まった。
ビル名の英字ロゴは三越宣伝広告部の市川貞夫によるものでカーニングをタイトに効かせており、ロゴカラーはフジテレビ舞台美術プロデューサーの松下朗によるもので光と色の三原色を軸に選定したという（黄色の補色となるようマゼンタの代わりに紫を採用）。
スタジオは面積243.5m2（約74坪）でコマーシャル、テレビ番組制作、映画の収録・撮影などが行われてきた。
外観は、1990年代以降から大きな変化を見せている。完成当初、建物上部から頭頂部には大きなアナログ時計が設置されており、国鉄(現JR)線路側からアルタを見ると、そのアナログ時計のメーカーの服部セイコーの看板が設置されていた。また、新宿通りの伊勢丹側から見ると、側面にはフジテレビのロゴが小さく配置されていた。開業当初は青地に白字で「8マーク」と旧社名ロゴ、1986年4月の「目玉マーク」への変更以降は白地にオレンジの目玉マークと現社名ロゴというデザインで長年にわたり掲出されていたが、2010年2月末をもって撤去された。
1995年の外壁改装時に頭頂部のアナログ時計とJR線路側に設置されていた服部セイコーの看板はどちらも撤去され、ビル名のロゴより上部をすべて広告スペースとした。これは、新宿東口のランドマークとして、その高い存在感をビル自体の収入源として活用する目的からと言われている。初代スポンサーは電機メーカーのパナソニック（後にナショナルと統合し、正式に現社名と統一した。）で、夜間は15分ごとにネオンサイン全体を使って時刻がデジタル表示された。その後、クレジットカード会社のJCB、住宅会社のタマホームを経て、2025年2月28日の閉館までは4代目として辛子明太子会社のかねふくの広告が掲出されていた。
広告やイベントに扱うスペースとしてはこの広告スペースと後述するアルタビジョン、7階のスタジオの他に開業当初は「デートプラザ」と呼ばれた街頭イベントが行うことができる構造の1階の新宿駅側の正面入口、その上にあるアルタビジョンと連動可能な2階の「バルコニーステージ」があり、多くのイベントが開催された。開業当初はこれらに加えて正面入口の壁面に33台のテレビからなるマルチ画面があったが、現在は撤去されて普通の壁面となっている。正面入口の前は開業当初、日本一高い地価だった時期もあったが地価日本一は銀座に譲られている。
この土地にスタジオアルタが立地する以前は、食品デパートの二幸が、さらにその前は三越の分店が立地していた。なお、アルタの建物の北側部分は1960年に増築された二幸の建物をそのまま利用したものである。
2025年2月28日の閉館後は、建物の解体作業が開始された(全面完了は2027年頃までの予定。)。

### スタジオの終焉、劇場へ
2016年3月31日をもって、約36年間にわたるスタジオとしての使用を終了した。当スタジオで放送された最後の生放送はTOKYO MXの『出張！5時に夢中！in新宿スタジオアルタFinal～内藤聡子卒業SP～』であった。
2016年11月3日、アルタ運営会社である三越伊勢丹プロパティ・デザインにより、首都圏初となるU字型の体感型3D上映システムや充実したステージ機能（音響、プロジェクションマッピングなど）を完備した劇場「アルタシアター（ALTA THEATER）」としてリニューアルオープン。日中は3Dシアター、夜はミュージックカフェ&バーとしての運営を基本とする。11月1日にはオープン前の内覧会が開かれた。創業地であるアルタシアターは三越伊勢丹プロパティ・デザインに譲渡されており、スタジオアルタは運営に関わっていない。2018年には三越伊勢丹から、Jトラスト傘下のKeyHolderに譲渡され、同6月にイベントライブスタジオ「KeyStudio」としてリニューアルオープン。「スタジオ」の名称は復活したが、三越グループから離れることとなった。
2017年2月28日、有楽町センタービル新館7階の2014年に閉館した映画館「丸の内ルーブル」跡地に「オルタナティブシアター（ALTERNATIVE THEATER）」を同年7月7日にオープンさせることを発表し、初めて演劇専門の劇場運営に乗り出したが、2022年5月31日をもって運営事業を終了している。

## アルタビジョン
壁面に設置されている超大型映像モニター「アルタビジョン」は、街頭ビジョンの草分け的存在である。主にCMや政党等の演説等の模様が流され、フジテレビ等の番組を放映することも時々ある。重大なニュースや歴史的な出来事等があった場合はNHK等のニュース番組等を放映することもある。フジテレビ系列の平日正午に生放送されていた番組『笑っていいとも!』等を流す機会は殆どは無いが、特大号ではオープニングが放送され、レギュラー放送では2014年3月31日放送の最終回が同時放映された。
| 使用期間                       | 詳細 |
| ------------------------------ | --- |
| 初代 （オープン - ）           | - オレンジの白熱電球を用いたモノクロタイプ。 |
| 2代目 （1992年 - ）            | - 松下電器産業製アストロビジョン。 - この代からカラー化。 |
| 3代目 （2001年3月 - ）         | - 三菱電機製オーロラビジョン。 - 発光媒体はLEDを使用。 - 世界で初めての街頭ハイビジョン仕様だがスタジオ内の映像はハイビジョン化までは上下トリミング。 - 縦7.424m×横13.056m（画面サイズ約600インチ）。 |
| 4代目(最終代) （2014年3月 - ） | - 3代目同様に三菱電機製オーロラビジョンを採用。 - 解像度はフルハイビジョン（1080p）化。 - 使用電力が従来の半分程度に低減。 - モニターへの送出機器が二重となり、放映中断リスクが最小限に。             |

左手近接地には2021年より「新宿東口の猫」の3DCG映像で知られるクロス新宿ビジョンが稼働しており、アルタビジョンと連動した広告映像がスタジオアルタの閉館まで放映されていた。

## 収録スタジオ

### 平日12時台
番組は全てフジテレビ制作・系列番組で、公開生放送。
2014年4月1日以降の後継番組『バイキング』→『バイキングMORE』→『ポップUP!』→『ぽかぽか』等以降は、お台場･本社屋からの生放送の為、レギュラー番組でのテレビスタジオとしての使用を休止。後に大口の借り手が居無くなった為『笑っていいとも!』に代わる代名詞が欲しいとしていた。
| 放送期間                      | 番組名              |
| ----------------------------- | ------------------- |
| 1980年3月31日 - 同年9月30日   | 日本全国ひる休み    |
| 1980年10月1日 - 1982年10月1日 | 笑ってる場合ですよ! |
| 1982年10月4日 - 2014年3月31日 | 笑っていいとも!     |

### 平日13時台
1991年以降は『笑っていいとも!増刊号』の名物コーナー『放送終了後のお楽しみ』を13:00 - 13:30頃まで収録。
| 放送期間                       | 番組名                   |
| ------------------------------ | ------------------------ |
| 1984年10月1日 - 1989年9月29日  | ライオンのいただきます   |
| 1989年10月2日 - 1990年12月28日 | ライオンのいただきますII |

### その他の番組
テレビ東京（1981年10月1日までは東京12チャンネル）制作・系列番組。
| 放送期間                      | 番組名                                                            |
| ----------------------------- | ----------------------------------------------------------------- |
| 1980年4月 - 1981年2月         | 生活新発見                                                        |
| 1980年10月5日 - 1981年6月28日 | タモリの突撃ナマ放送                                              |
| 1981年7月5日 - 1981年9月27日  | タモリの歌謡スター笑                                              |
| 1981年10月4日 - 1983年3月27日 | ザ・買物ゲーム                                                    |
| 1982年頃                      | 「アルタ」お買い得テレフォン・ショッピング                        |
| 1983年4月21日 - 1983年9月29日 | 独占スタージャック!アッコと文珍の生放送                           |
| 1984年頃 月曜日               | レディス4 （その後は芝公園スタジオを経て本社第2スタジオから放送） |
| 2015年10月8日 - 2017年3月30日 | マスカットナイト                                                  |

フジテレビ制作系列番組。
| 放送期間                      | 番組名      |
| ----------------------------- | ----------- |
| 1992年10月2日 - 1993年3月12日 | 何だ?こりゃ |

スタジオアルタ制作・フジテレビ系列番組。
| 放送期間                     | 番組名                                        |
| ---------------------------- | --------------------------------------------- |
| 1998年4月4日 - 2000年3月25日 | CX NUDE DX                                    |
| 2000年4月1日 - 2001年3月24日 | CX NUDE DV                                    |
| 2002年4月4日 - 2004年3月18日 | navi-cube                                     |
| 2004年4月16日 -              | プレミアの巣窟                                |
| 2016年4月3日（2日深夜）      | 久保みねヒャダこじらせナイト さよならアルタSP |

スタジオアルタ制作・スペースシャワーTV系列番組。
| 放送期間              | 番組名            |
| --------------------- | ----------------- |
| 1998年4月 - 1999年3月 | SONIC TRAIN       |
| 1999年4月 - 2003年3月 | 梁山泊            |
| 2003年4月 - 2006年3月 | 熱血!スペシャ中学 |
| 2014年4月 - 2015年6月 | スペシャエリア    |

TOKYO MX制作番組。
| 放送日         | 番組名                                                                   |
| -------------- | ------------------------------------------------------------------------ |
| 2014年9月23日  | 5時に夢中!                                                               |
| 2014年9月23日  | バラいろダンディ                                                         |
| 2014年12月20日 | 淳と隆の週刊リテラシー                                                   |
| 2014年12月28日 | バラいろダンディ                                                         |
| 2015年5月5日   | 5時に夢中!                                                               |
| 2015年8月15日  | 淳と隆の週刊リテラシー                                                   |
| 2015年10月7日  | 5時に夢中!                                                               |
| 2015年10月7日  | バラいろダンディ                                                         |
| 2015年11月1日  | TOKYO MX 開局20周年記念特別番組 9レイジーだぜ。 チャレンジフェスティバル |
| 2015年12月27日 | バラいろダンディ                                                         |
| 2016年3月31日  | 5時に夢中! 内藤聡子卒業SP in スタジオアルタ!!                            |

AT-X放送番組
| 放送日       | 番組名                    |
| ------------ | ------------------------- |
| 2015年3月7日 | どうなる?2015AT-X編成会議 |

## その他
前述のようにスタジオアルタは1982年10月4日から2014年3月31日まで『森田一義アワー 笑っていいとも!』の公開生放送が行われていた場所である。番組が始まるとスタジオアルタ前の様子が番組タイトルのバックに映し出されるため、放送開始時間に集まる者もいた。時折アルタビジョンにも流れることがあり、最終回当日は全編同時放映も行われた）。
1984年10月1日から1990年12月28日までは平日の12:00 - 13:30（JST）にフジテレビ系列の2番組『笑っていいとも!』と『ライオンのいただきます』を生放送していた関係で、『笑っていいとも!』終了後の提供クレジットが入っている際に『ライオンのいただきます』の番組スタジオセットに変わっていく様子を見ることができた。
『笑っていいとも!』や『いただきます』等のみならず、フジテレビ等の特番等をはじめとする番組等においてもアルタビジョンやアルタ前等での中継が多用されており、フジテレビ等ではニュース・情報番組等での中継を含め、中継地点の地名としても「新宿アルタ前」の呼称を使っている。
完成当初は、テレビ東京の番組も複数収録・生放送されており、生放送番組では日曜正午枠として『タモリの突撃ナマ放送』（1980年10月5日 - 1981年6月28日）、『タモリの歌謡スター笑』（1981年7月5日 - 9月27日）、『ザ・買物ゲーム』（1981年10月4日 - 1983年3月27日、日曜日 12:00 - 13:00）と続き、他に『レディス4』（1983年5月 - 2012年9月、月 - 金曜日 16:00 - 16:54、当時のアルタ使用は月曜のみ）などがあった。
1990年4月24日に放送された『ダウンタウンのガキの使いやあらへんで!!』（日本テレビ）では、しりとりを「す」で返す対決で敗れた松本人志が、SМ亀甲縛りをしながら番組宣伝する罰ゲームがアルタの大画面で公開され、それを見ようと集まったギャラリーで東口が大混乱に陥った。
2005年6月25日から7月24日までの1か月間、スタジオ機器のデジタルハイビジョン化工事を行った。この間、『笑っていいとも!』はお台場のフジテレビV3スタジオから放送された。工事完了後の7月25日からは、屋上を含めビル内どこからでもハイビジョン収録・生中継が可能となり、フジテレビとはこの平日正午枠を念頭に、常時映像回線が繋がっていた。ただし、アルタ内の副調整室からは生番組で必須となる「CM送り出し」などのいわゆる「アンタイム制御」ができないため、各局とも本社側にも「受けサブ」を開く必要がある。またテロップの類もアルタではなく「受けサブ」から送出している。屋上はフジテレビが設置・管理する同社専用のハイビジョンカメラお天気カメラが設置されている。
2012年3月2日に放送された『ブラタモリ』（NHK総合）では、舞台が新宿だったことから当時のアシスタントであった久保田祐佳アナウンサーがいいとも放送後のスタジオアルタを訪れ、タモリと合流する形で番組が開始した。
先述のように『笑っていいとも!』等フジテレビが制作する番組は、フジテレビ本社（台場）との間に敷設されていた光ファイバー回線で転送されており、生番組はフジテレビ本社内の副調整室で一旦受け、ここで各種テロップやCM入りなど放送運行の制御を行った上で東京スカイツリー、予備送信所としての東京タワーから関東一円やNTTコミュニケーションズのテレビ中継回線経由で全国の系列局に送出される。
『いいとも』終了後は周辺地域で「いいとも不況」が懸念され、『いいとも』に花を納品していた花屋では売上げの減少を危惧しているほどであり、その後もスタジオアルタ自体はイベントなどでの使用もあり、閑古鳥は鳴いていないにしても経営が赤字基調になっている。
2014年9月23日、TOKYO MXの平日帯枠の生放送番組である『5時に夢中!』および『バラいろダンディ』の公開生放送が行われた。当スタジオからの公開生放送は『笑っていいとも!』最終回以来約半年ぶりとなった。その後、TOKYO MXでは『5時に夢中!』をはじめとした各種生放送番組の節目で随時公開生放送を行っており、スタジオアルタ休止前では最後の生放送番組も2016年3月31日放送の『出張！5時に夢中！in新宿スタジオアルタFinal〜内藤聡子卒業SP〜”』となった。その他Kawaiian TV主催のイベントも同所で開催されている。
2016年3月12日には、フジテレビの深夜番組『久保みねヒャダこじらせナイト』の番組イベント「久保みねヒャダこじらせライブin新宿アルタ」が開催された。アルタで収録されたフジテレビの番組も休止前では本番組が最後で、この模様は4月3日（4月2日深夜）の同番組の1時間スペシャル内で放送された。

## オリジナルコンテンツ
2010年1月12日からは「美人時計×スタジオアルタ」の「vision-tokei」がアルタビジョンで放映されていた｡
2010年8月13日より「vision-tokei」WEBサイトがオープン。オープン記念の一環でフジテレビお台場合衆国のPRに『アイドリング!!!』メンバーが登場。
2010年4月に会社創立30周年を迎え、11月には「斉藤マーボとチャラン・ポ・ランタン」が歌う記念ソング「地平線の見えない街」を発表。アルタビジョンで毎日23時より、フルバージョンのミュージックビデオが放映されていた。